# BCB Akros
BCB Akros is een basketbalvereniging uit Boxmeer. BCB Akros is opgericht in 1975. De vereniging richt zich op jeugd en volwassenen uit de omgeving van Boxmeer. 